# Guillaume Mathieu Dumas de Saint-Marcel
Pour les articles homonymes, voir Dumas.
Guillaume Mathieu Dumas de Saint Marcel, né le 15 avril 1755 à Montpellier (Hérault), mort le 1er mai 1826 à Versailles (Yvelines), est un général français de la révolution et de l’Empire.

## États de service
Il entre en service le 15 mai 1754, comme lieutenant au régiment provincial de Montpellier. Il sert aux Indes contre les Anglais, il se signale le 4 mai 1758 à la bataille du port de Gondelour, où il est grièvement blessé en prenant deux drapeaux à l’ennemi. 
Il est promu capitaine major en 1789 et il est fait chevalier de Saint-Louis le 1er septembre 1789. Le 25 juillet 1791, il est nommé colonel au 17e régiment d’infanterie. Il est suspendu par le général Dumouriez comme ami de La Fayette. Il est rétabli dans son commandement par le ministre Servan. 
Il est au siège de Namur du 21 novembre au 1er décembre 1792, au blocus de Maastricht en février 1793 et à la bataille de Neerwinden le 18 mars 1793. 
Réconcilié avec Dumouriez, il est promu général de brigade provisoire le 5 avril 1793, il passe à l'ennemi avec ce dernier le jour de sa nomination et il se met au service de l'Autriche. Il est nommé colonel dans la Légion de Bourbon. Fin 1800, sur les conseils de son frère, il quitte le service de l’Autriche et il s’installe à Temeswar. 
En 1801, il est rayé de la liste des émigrés, il rentre en France et il accepte un poste d'inspecteur général des douanes, puis à la fin de l’Empire, il est directeur militaire des douanes sur la frontière du Nord Est. 
Lors de l’invasion de 1814, il collabore à la défense de Maubeuge. Mis à la retraite, il est nommé général de division honoraire le 23 janvier 1815.
Il meurt le 1er mai 1826 à Versailles. 
Il est le frère du général Mathieu Dumas, (1753-1837).

## Sources
- (en) « Generals Who Served in the French Army during the Period 1789 - 1814: Eberle to Exelmans »
- Guillaume Mathieu Dumas de Saint Marcel  sur roglo.eu
- (pl) « Napoléon.org.pl »
- Thierry Pouliquen, « Les généraux français et étrangers ayant servis [sic] dans la Grande Armée » (consulté le 23 septembre 2013)